# エスワティニの鉄道
エスワティニの鉄道では、エスワティニにおける鉄道について記す。

## 事業者
- エスワティニ鉄道
  - 貨物輸送のみを担当する(旅客列車が運行されたこともある)。
- その他、ロボスレイルなど南アフリカの鉄道会社による旅客輸送が行われることがある。

## 隣接国との鉄道接続状況
- モザンビーク - 接続 - 同じ狭軌を採用1,067 mm
- 南アフリカ共和国 - 接続 - 同じ狭軌を採用1,067 mm